# Spark (ミニカー)
Spark（スパーク）は、中華人民共和国のマカオに拠点を置くMINIMAX社のミニカーブランド。

## 概要
主に1/43スケールのミニカーを作成しており、1/18、1/24などのスケールのミニカーも製造している。
社長はフランス人のウーゴ・リペール（Hugues Ripert）で、ミニカーメーカーで開発に携わったのち、2000年にMINIMAXを立ち上げた。
特にル・マンモデルに力を入れていることで知られており、多数のマシンがラインナップされている。
レジン製のミニカーで大量生産に向かないマニアックなミニカーを多く販売してきた。
アシェットが販売している分冊百科「ル・マン24時間レース カーコレクション」や「なつかしの商用車」のミニカーを担当している。
東京都港区新橋にスパークのショールームショップ「Spark Gallery Tokyo」があり、約1300台のミニカーを展示している。

## 書籍
- 世界一のスケールミニチュアカーメーカー スパークモデルのすべて vol.01 ル・マン　三栄書房